# 圣路易 (瓜德罗普)
圣路易（法語：Saint-Louis，法語發音：[sɛ̃ lwi] ⓘ）是法国海外省瓜德罗普的一个市镇，位于玛丽-加朗特岛，属于皮特尔角城区。

## 地理
圣路易（15°57'13"N, 61°19'9"W）面积56.28 平方千米。与圣路易接壤的市镇（或旧市镇、城区）包括：格朗堡、卡佩斯泰尔德玛丽-加朗特。
圣路易的时区为UTC−04:00（大西洋时区）。

## 行政
圣路易的邮政编码为97134，INSEE市镇编码为97126。

## 政治
圣路易所属的省级选区为玛丽-加朗特县。

## 人口

1962-2008年间圣路易人口变化图示

圣路易于2022年1月1日时的人口数量为2594人。